# Gare des Invalides
Ne doit pas être confondu avec Invalides (métro de Paris).
Pour les articles homonymes, voir Invalides.
La gare des Invalides est une gare ferroviaire française de la ligne des Invalides située dans le 7e arrondissement de Paris. Ouverte le 15 avril 1900 par la Compagnie des chemins de fer de l'Ouest, c'est aujourd'hui une gare de la Société nationale des chemins de fer français (SNCF) desservie par les trains de la ligne C du RER.

## Situation ferroviaire
La gare des Invalides est située au nord du 7e arrondissement de Paris, sur la rive gauche de la Seine. Établie à 28,0 m d'altitude, elle se situe au point kilométrique (PK) 0,181 de la ligne des Invalides.

## Histoire

### Construction et exposition universelle de 1900
À la fin du XIXe siècle, la Compagnie des chemins de fer de l'Ouest cherche à résorber le problème de saturation croissant qui se pose dans ses gares terminales de Saint-Lazare et de Montparnasse. L'imminence de l'Exposition universelle de 1900 impose également de faire pénétrer les lignes ferroviaires dans le centre de Paris, afin d'amener les visiteurs sur les sites de l'exposition. Il est ainsi décidé de prolonger les voies aboutissant à la petite gare du Champ de Mars jusqu'à une nouvelle gare terminale située aux Invalides. Grâce à la construction d'un raccordement entre la gare de Viroflay-Rive-Gauche et la gare d'Issy-Plaine via le tunnel de Meudon, la Compagnie souhaite y faire aboutir les trains de grandes lignes en provenance de la Normandie et de la Bretagne ainsi que le trafic de banlieue au départ de la gare de Versailles-Rive-Gauche.
Le premier projet dessiné en 1893 prévoyait de créer autour des quais deux ailes symétriques situées de part et d'autre de l’esplanade des Invalides, l'une pour le départ et la seconde pour l'arrivée, donnant l'illusion que l'hôtel du même nom était encadré par la gare ; le conseil municipal de Paris s'y oppose pourtant et le projet initial est abandonné en 1894. Le projet retenu est plus discret ; situé dans l'angle nord-est de l’esplanade, le bâtiment voyageurs est érigé selon les plans de l'architecte Juste Lisch et prend l'aspect d'une orangerie. Sous l'esplanade, la gare compte quinze voies en cul-de-sac. 
Un décret en date du 5 juillet 1893 autorise la construction de la liaison entre la gare du Champ de Mars et l'esplanade des Invalides. Le 14 juin 1897, la gare des Invalides est à son tour déclarée d'utilité publique. Mais, cette fois-ci, contrairement à ce qui avait été fait pour l'Exposition universelle de 1889, la ligne ferroviaire n'est pas construite au niveau de la chaussée mais dans une tranchée.
La gare est inaugurée le 12 avril 1900. Pendant l'exposition, elle est provisoirement desservie par une navette depuis la gare du Champ de Mars. Les travaux de jonction entre Viroflay et Issy-Plaine ne sont achevés qu'en 1902, permettant l'arrivée des trains de grandes lignes desservant notamment Granville, Brest et Angers.

### Long déclin de la gare et création de l'aérogare
Le 5 août 1918, durant la Première Guerre mondiale, un obus lancé par la Grosse Bertha explose sur l'esplanade des Invalides et sa gare.
En 1935, le réaménagement de la gare Montparnasse entraîne la disparition du trafic de grandes lignes aux Invalides, la gare étant handicapée par ses quais trop courts et malcommode pour la manœuvre des locomotives. À partir de cette date, son rôle se retrouve réduit à celui d'une modeste gare de banlieue, terminus de la ligne en direction de Versailles-Rive-Gauche. Seules six voies sont conservées, le reste des emprises étant revendu à la Ville de Paris. Lors de l'Exposition internationale de 1937, la tranchée fait l'objet de travaux de couverture.

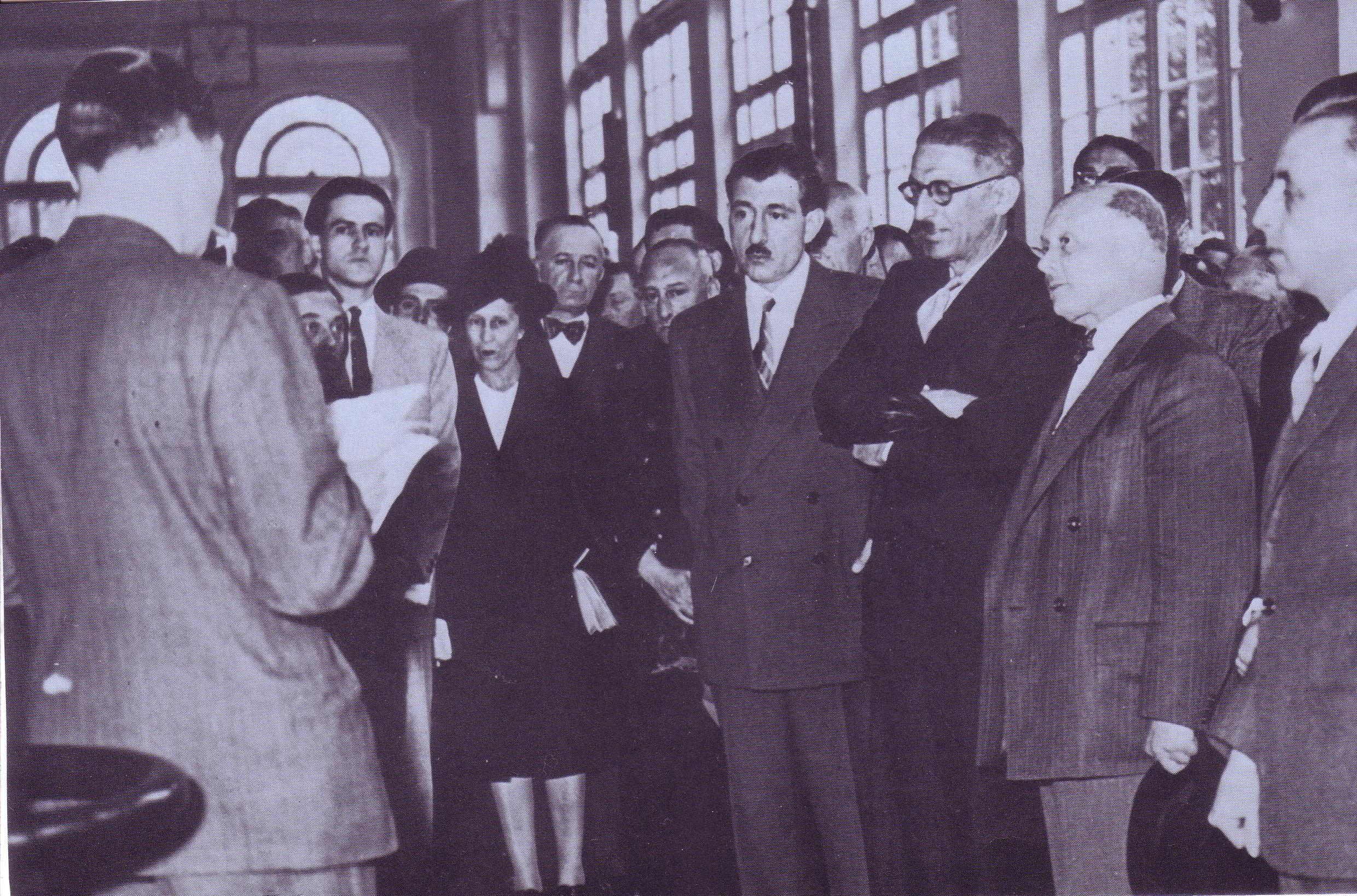
Inauguration de l'aérogare en 1951.

En 1946, le bâtiment-voyageurs est transformé pour devenir l'aérogare et le siège d’Air France, point de départ des cars en direction de l'aéroport du Bourget puis d'Orly et de Paris-Charles-de-Gaulle,. En 1949, Air France ouvre un restaurant pour ses voyageurs, Chez Françoise, qui deviendra un lieu couru des députés du fait de la proximité de l'Assemblée nationale,.
Au milieu des années 1960, l'aérogare de 2 500 m2 et 16 guichets voyait passer 2 millions de passagers par an.

### La gare actuelle

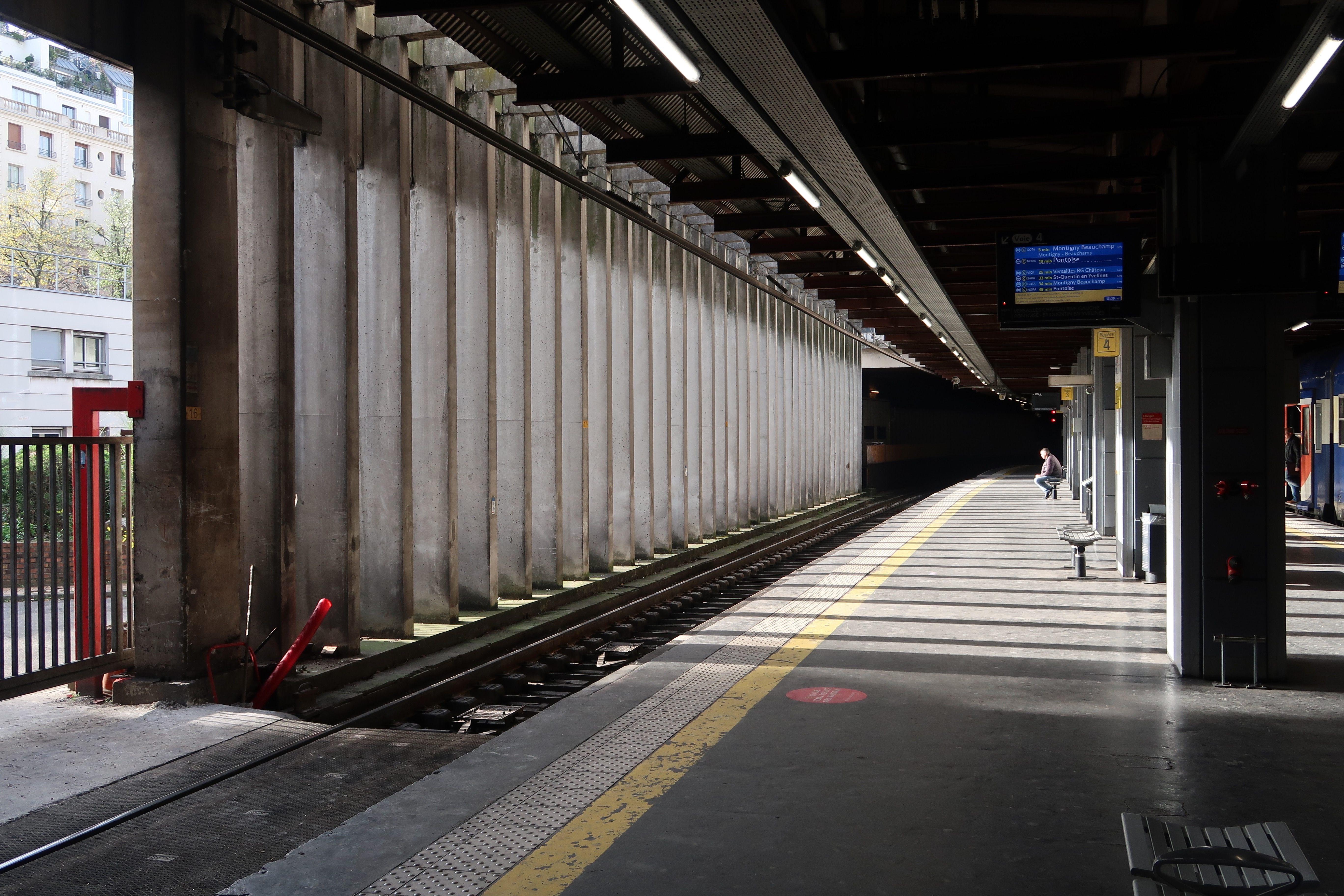
Quais.

Dans les années 1970, la gare fait l'objet d'importants travaux de rénovation en vue de la jonction entre la ligne des Invalides et la gare d'Orsay. Elle est entièrement couverte et prend dorénavant la forme de deux demi-stations à deux voies[réf. nécessaire]. Un couloir de correspondance, équipé d'un tapis roulant, est réalisé afin d'assurer les échanges avec les lignes 8 et 13 du métro.
En 1979, un tunnel ferroviaire, long d'environ 1 100 m, est créé afin de relier la gare des Invalides à l'ancienne gare d'Orsay, et donne ainsi naissance à la Transversale Rive Gauche, qui devient la ligne C du RER en 1980. Dès lors, la gare n'est plus qu'une gare de passage.

## Fréquentation
Selon les estimations de la SNCF, la fréquentation annuelle de la gare figure dans le tableau ci-dessous.
| Année     | 2015       | 2016       | 2017       | 2018       | 2019       | 2020      | 2021      |
| --------- | ---------- | ---------- | ---------- | ---------- | ---------- | --------- | --------- |
| Voyageurs | 12 310 511 | 12 138 735 | 11 941 725 | 11 541 909 | 11 104 701 | 4 118 025 | 4 931 817 |

## Services des voyageurs

### Accueil

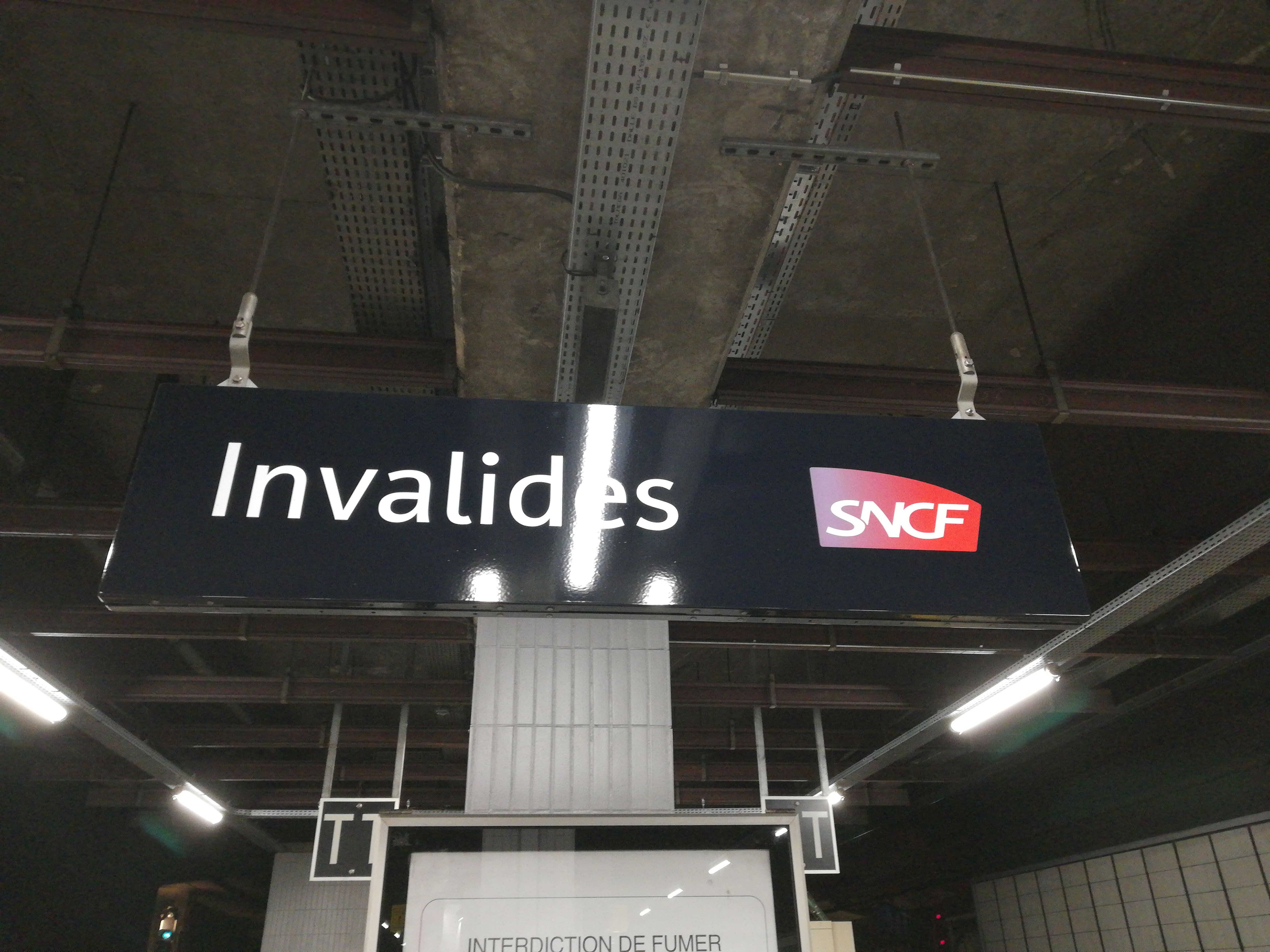
Plaque signalétique de la gare.

La gare dispose d'une salle d'échanges. Des guichets Transilien et des automates Transilien sont disponibles. Elle dispose également d'une Work & Station, qui permet la recharge d'ordinateurs portables et de téléphones mobiles.

### Desserte
Elle est desservie par tous les trains de la ligne C du RER et constitue le terminus de certains d'entre eux.

### Intermodalité
La gare offre une correspondance avec les lignes 8 et 13 du métro à la station Invalides, avec lesquelles elle est reliée par un couloir équipé d'un tapis roulant.
Elle est en outre desservie par les lignes 28, 63, 69, 83, 87 et 93 du réseau de bus RATP auxquelles s'ajoutent la ligne à vocation touristique Tootbus Paris. En outre, la nuit, elle est desservie par les lignes N01 et N02 du réseau de bus Noctilien.

## Réaffectation
En 2016 disparaissent les bus Air France conduisant les passagers jusqu'aux aéroports puis, à compter de la pandémie de Covid-19 en 2020, les bus directs d'Aéroports de Paris.
En juillet 2022, la compagnie aérienne libère les lieux, déménagement annoncé depuis 2018, avec le propriétaire, la mairie de Paris, qui prévoit initialement ici un futur musée de l'Artisanat d'art français. Le site, qui comprend également un commissariat, une déchetterie (lesquels sont conservés), un stockage des barrières Vauban, un gymnase et la cantine du ministère des Affaires étrangères, fait partie de l’appel à projets « Réinventer Paris II ».
En 2022, la Fondation Alberto et Annette Giacometti annonce finalement l'ouverture à l'horizon 2026 d'un musée-école dans le bâtiment anciennement occupé par Air France, les travaux étant financés par l'entrepreneur Xavier Niel.

## Galerie de photographies

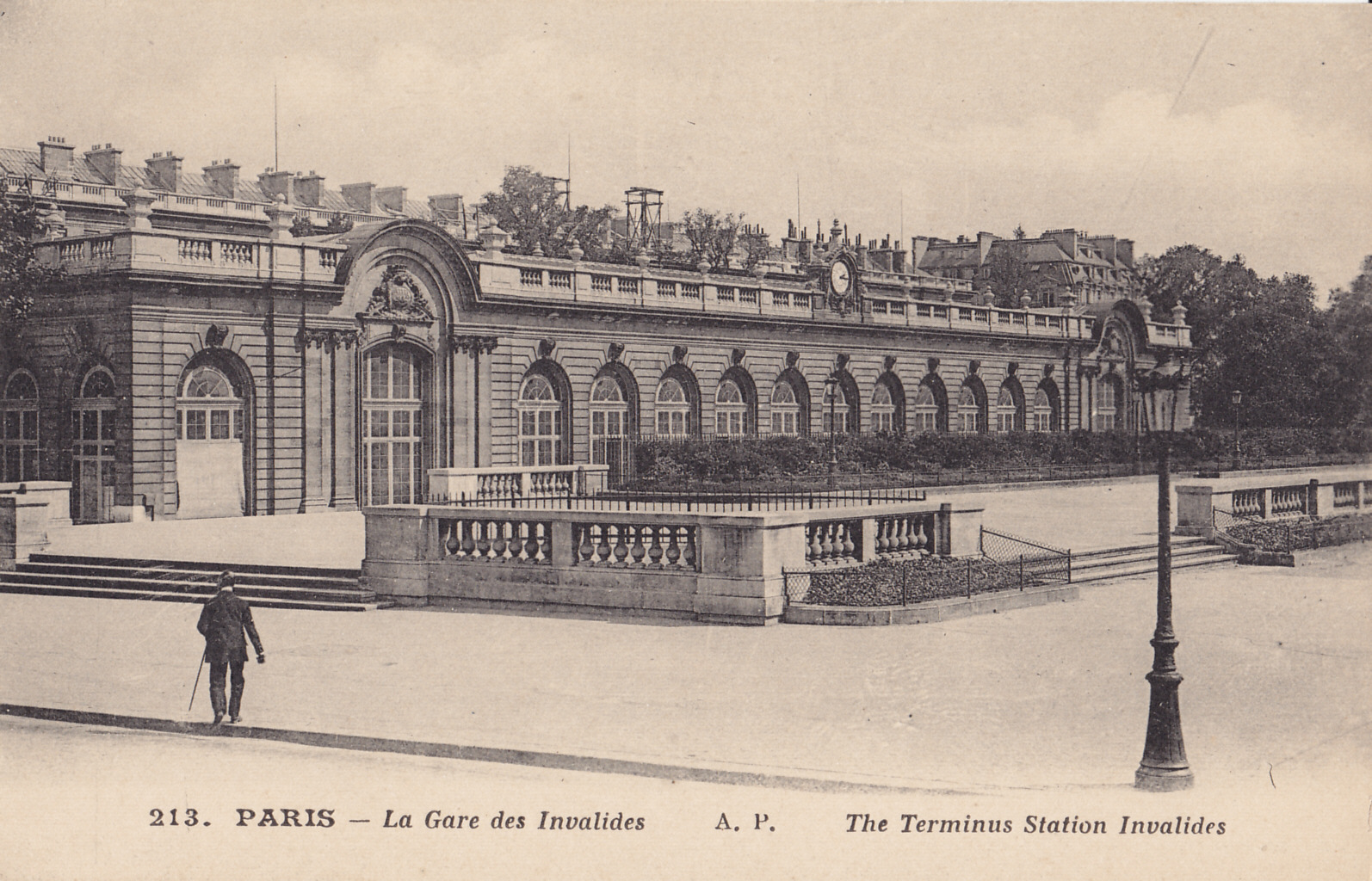
La gare conçue par Juste Lisch, édifiée en 1902.
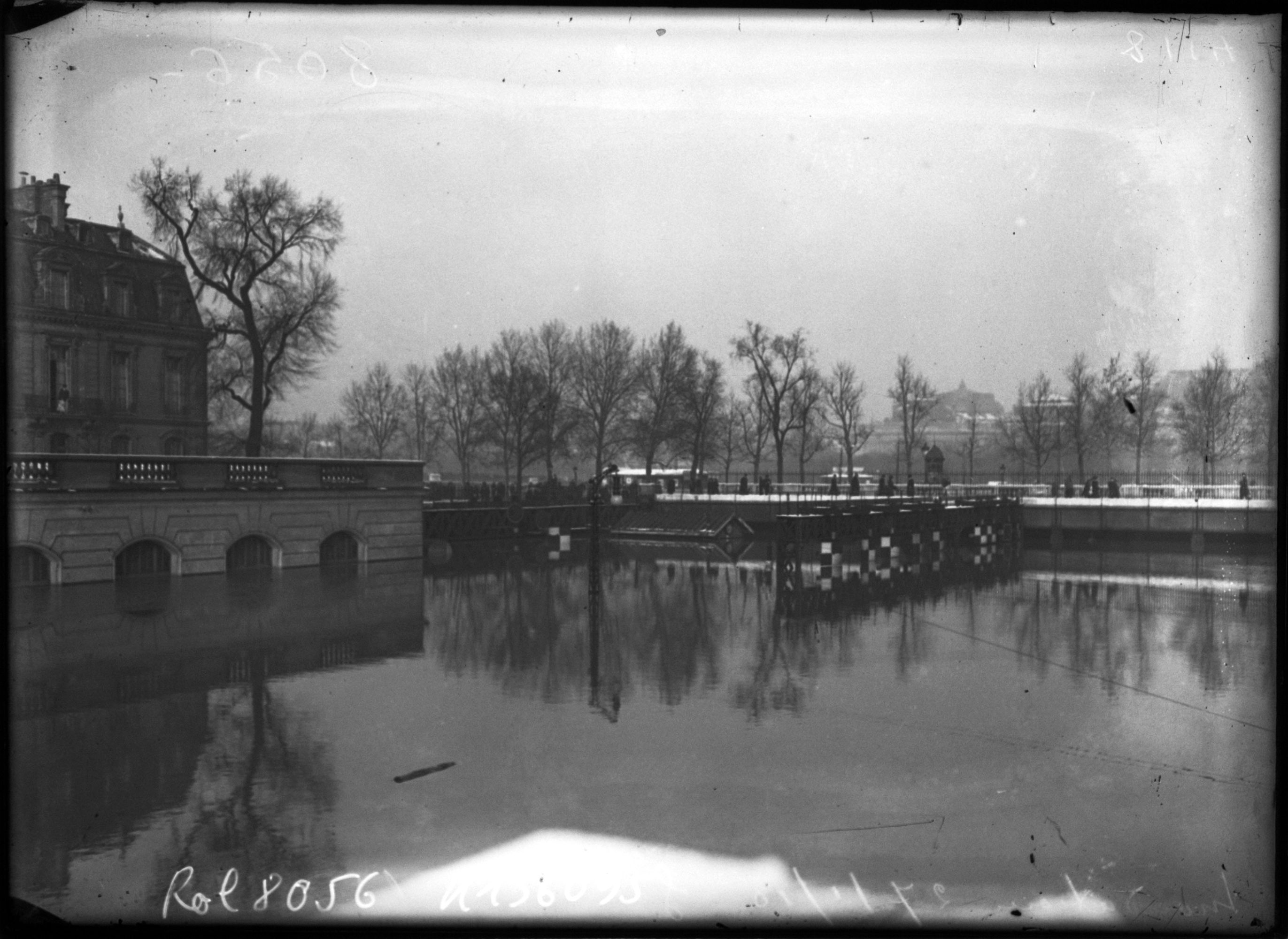
Crue de la Seine de 1910.
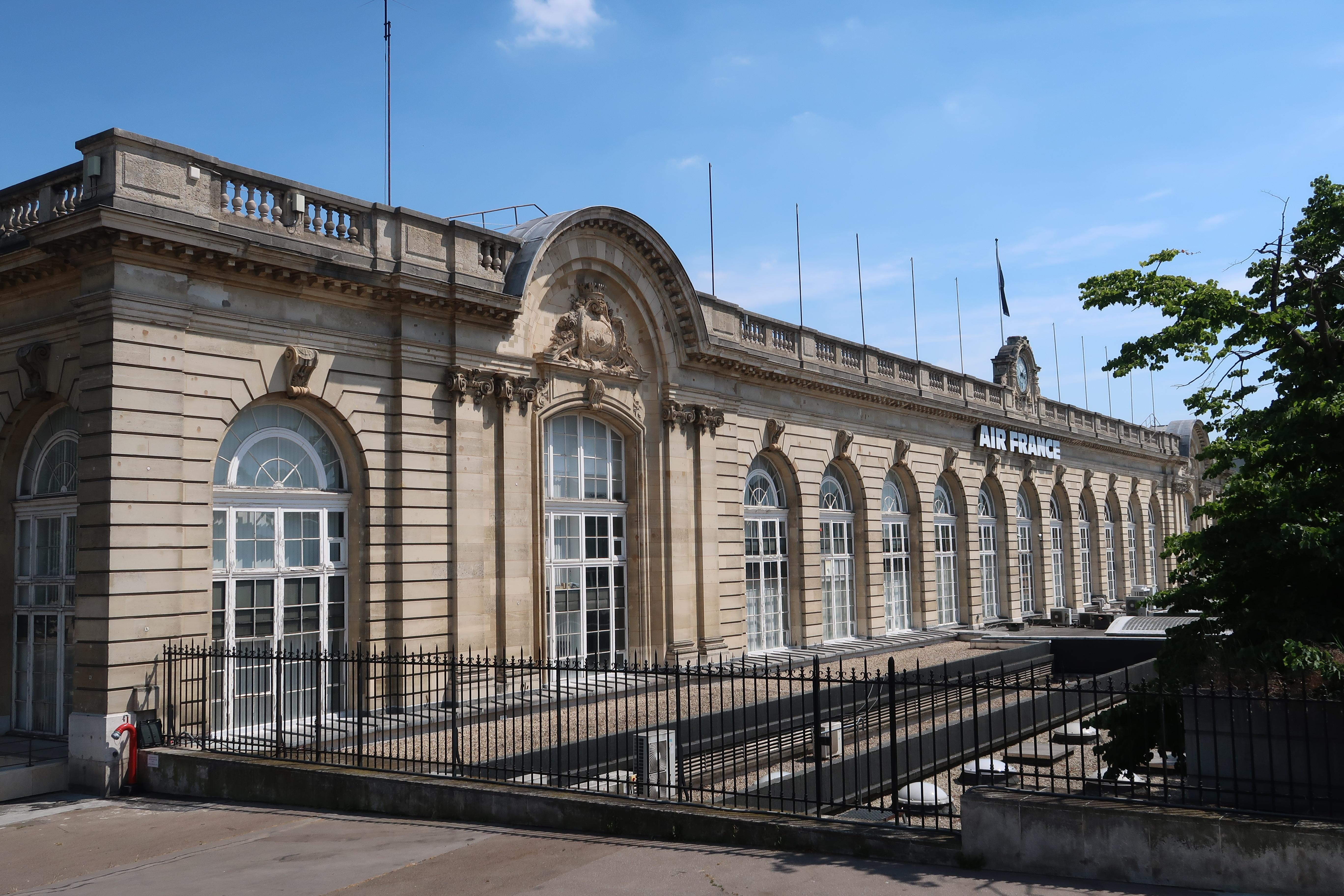
Gare et terminal, en 2021.
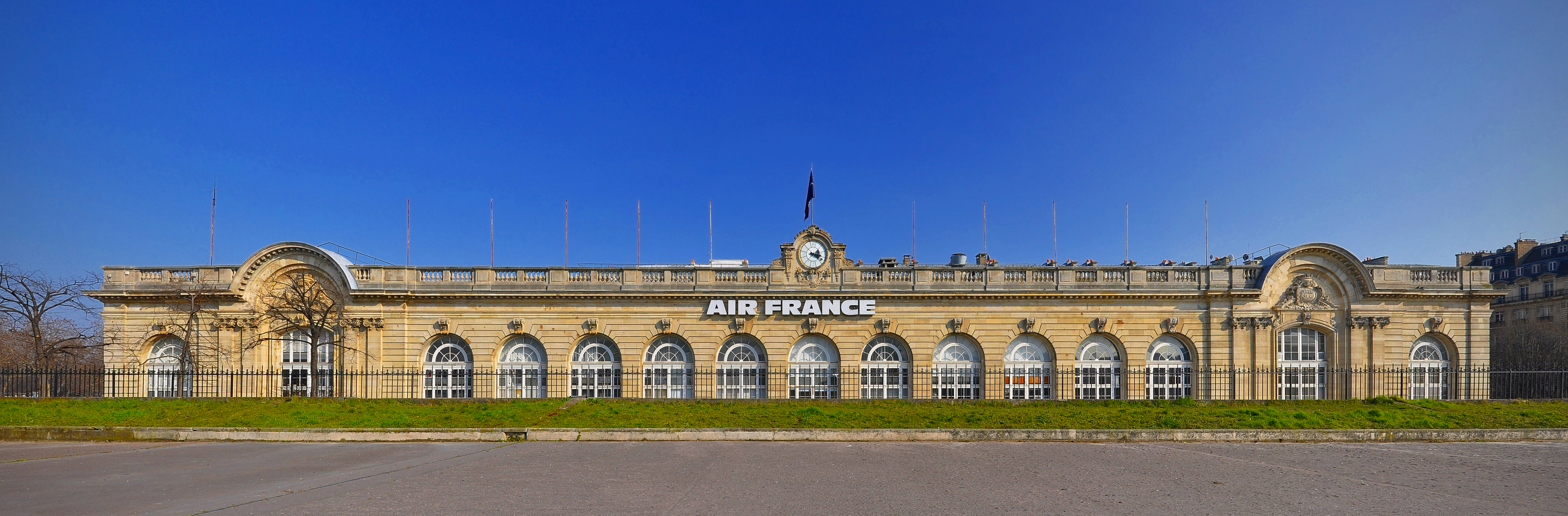
Bâtiment de la gare servant de terminal d'Air France, en 2013.